# Nasoona conica
Gorbothorax conicus là một loài nhện trong họ Linyphiidae.
Loài này thuộc chi Gorbothorax. Gorbothorax conicus được Andrei V. Tanasevitch miêu tả năm 1998.